# ولوریا
ولوریا (به انگلیسی: Velouria) ترانه‌ای از گروه آلترنیتیو راک آمریکایی، پیکسیز است. این ترانه در آلبوم باسانوا قرار دارد و توسط خواننده اصلی گروه، بلک فرانسیس نوشته شده است. ولوریا اولین تک‌آهنگ آلبوم باسانوا بود و اولین تک‌اهنگ پیکسیز هم محسوب می‌شد که موفق شد به رتبه‌ای پایین‌تر از ۴۰ در جداول موسیقی بریتانیا دست یابد. در این ترانه به صورت گسترده‌ای از ترمین استفاده شده است. این ترانه تاکنون توسط خوانندگان دیگر هم بازخوانی شده است.